# Paul Etter

Paul Etter am Mittellegigrat des Eigers (1964, Foto von Herbert Maeder)

Paul Etter (* 17. September 1939 in Walenstadt; † 10. Februar 1985)  war ein Schweizer Bergsteiger und Bergführer.

## Leben
Schon während seiner Lehre als Bäcker in Wildhaus fühlte er sich zu den Bergen hingezogen. 1961 absolvierte er das Bergführerexamen. Bekannt wurde er durch seine Wintererstbesteigung der Matterhorn-Nordwand zusammen mit Hilty von Allmen 1962. Im Dezember 1963 barg er anlässlich des ersten Winterabstiegs durch die Eigernordwand die Leichen zweier spanischer Alpinisten. Er lebte mit seiner Frau Brigitte und zwei Töchtern in Walenstadt am Fuss der Churfirsten. Dort gelangen ihm mehrere Erstbegehungen. Die erste Winterbegehung der Südwand des Brisi gelang ihm 1958 zusammen mit seinem alpinistischen Mentor Seth Abderhalden, das elf Meter ausladende Dach am Chäserrugg unter anderem mit seiner Frau Brigitte. Etter war auch Mitglied im Kletterclub Alpstein.
Paul Etter arbeitete neben dem Bergführerberuf auch als Filmer, Fotograf und Vortragsredner. Seine Bergfilme wurden zum Teil im Fernsehen ausgestrahlt. Seine Autobiografie «Gipfelwärts» erlebte mehrere Auflagen.
Er verstarb 1985 in Ausübung seines Bergführerberufs auf einer Skitour im Gebiet des Piz Beverin durch eine Lawine.

## Erstbegehungen (Auswahl)
- 2. Februar 1958 Brisi Südwand. Erste Winterbegehung mit Seth Abderhalden
- 7. Juli 1961 Frümsel Südkante. Erste Begehung mit Hans Frommenwiler
- 3./4. Februar 1962 Matterhorn Nordwand. Erste Winterbegehung mit Hilty von Allmen
- 10./11. Juni 1962 Schibenstoll-Westgipfel. Direkte Südwand. Mit Ueli Gantenbein
- 16./17. Juni 1955 Brisi Südwand. Grubenmann-Gedächtnisweg mit Ueli Gantenbein
- 3. Dezember 1968 Hinterrugg-Hohwand. Etter-Direktroute mit Brigitte Etter.
- 5. September 1971 Chäserrugg Dachroute mit Brigitte Etter, Paul und Andreas Scherrer.